# Jens Fredrik Ryland
Jens Fredrik Ryland (ur. 5 maja 1974 w Narwik) – norweski gitarzysta, znany przede wszystkim z członkostwa w blackmetalowym zespole Borknagar. Jest również pomysłodawcą i założycielem największego w Norwegii festiwalu muzyki metalowej - Inferno Metal Festival, odbywającego się corocznie w Oslo.
Ryland urodził się w norweskim mieście Narwik, a wychował w Evenes. Bardzo wcześnie rozpoczął grę na organach, które w wieku 10 lat zamienił na gitarę. Mając 16 lat, zakupił swoją pierwszą gitarę elektryczną i rozpoczął grę w zespole z przyjaciółmi. W 1991 roku stworzył zespół Gangland, który wykonywał covery utworów hardrockowych lat 70. i 80. W ciągu kolejnych dwóch lat zagrali kilka koncertów, po czym zespół się rozpadł. W 1993 roku Ryland wstąpił do armii.
W 1994 roku muzyk przeniósł się do Tromsø, gdzie podjął studia i stworzył kolejny zespół wykonujący covery innych grup. Latem 1995 roku przeprowadził się do Oslo.
W 1997 roku Ryland dołączył do Borknagar. Teoretycznie opuścił zespół w 2003 roku, jednak występował podczas wszystkich koncertów zespołu w latach 2003-2007. W tym czasie muzycy nagrali albumy Epic i Origin bez udziału Rylanda. Gitarzysta formalnie powrócił do zespołu w 2007 roku i uczestniczył w tworzeniu albumu Universe.
W 2011 roku Ryland został zaproszony do współpracy przez swojego dobrego przyjaciela ICS Vortex'a, który stworzył zespół pod swoim pseudonimem.

## Dyskografia
Borknagar
- The Archaic Course (1998, Century Media Records)
- Quintessence (2000, Century Media Records)
- Empiricism (2001, Century Media Records)
- Universal (2010, Indie Recordings)